# 沖野亦男
沖野 亦男（おきの またお、1898年（明治31年）7月27日 - 1978年（昭和53年）3月7日）は、日本の海軍軍人。最終階級は海軍大佐。
中国勤務が長く、“海軍の長江男”との異名があった中華民国専門家である。第二次世界大戦で片足を失って捕虜となる。戦後は、傷痍軍人会の創設、障害者スポーツの振興に尽力した。傷痍軍人会専務理事、世界歴戦者連盟（WVF - World Veterans Federation）理事。

## 概要

### 戦前
府立四中を経て、海軍兵学校卒業。沖野は海兵47期で光延東洋、山本善雄、城英一郎らが同期生である。1920年（大正9年）少尉任官。大尉時代に海軍大学校選科学生として中国語を学び、第一遣外艦隊参謀兼副官として、司令官・米内光政を補佐している。1929年（昭和4年）軍令部出仕となり、中華民国情報を扱う三班六課に勤務した。翌年砲艦｢安宅｣砲術長として揚子江警備などに従事した。
第一次上海事変の最中に第三艦隊参謀に就任。司令長官は野村吉三郎であった。1933年（昭和8年）軍令部三班六課勤務となり、同年11月から支那公使館附武官補佐官として武官・佐藤脩を補佐した。1935年（昭和10年）上海駐在となり、約3年にわたり在任。戦艦｢長門｣運用長を経て、第五艦隊副官に就任し海南島占領作戦に参加している。上海駐在、南京武官補佐官を経て、中国大使館附武官補佐官として太平洋戦争開戦を迎え、1942年（昭和17年）11月、大佐へ進級。翌月漢口在勤武官となる。
1944年（昭和19年）1月、漢口から上海へ向かう途次、悪天候のため搭乗機が機位を失し不時着した。不時着地点は国民政府軍の支配地で同軍の攻撃を受け、同乗の陸軍将校は戦死し、沖野らは捕虜となった。この際沖野は右足の被弾により敗血症を起こし、切断手術によって片足を失っている。沖野は連合国が得た日本軍捕虜のうち最も階級が高い人物の一人で、重慶で英軍の尋問を受けたのち、米国に送られた。米国での沖野の尋問内容は公開されていない。戦争終結後、日本へ帰国する直前の沖野の日記には「日本人に会うのが恐ろしいような気持」、「俘虜なりとの卑屈感」などの言葉がある。

### 戦後
1946年（昭和21年）1月に米国より復員した沖野は、『生きる屍の記』（東方書房）を著している。帰国後の1947年（昭和22年）11月28日、公職追放の仮指定を受けた。その後は東京大学中国哲学科を経てリーダーズ・ダイジェスト社に勤務。傷痍軍人会、世界歴戦者同盟の幹部としての活動も行った。日本理事であった世界歴戦者同盟よりうけた身障者スポーツに関する資料により、国内の身障者スポーツに対する関心をとの思いから、国立身体障害者更生指導所（現国立障害者リハビリテーションセンター）の所長であった稗田正虎とともに、冊子「身体障害者スポーツ」を刊行するとともに、身体障害者スポーツ振興会の創設にも尽力。同会は1964年（昭和39年）パラリンピック東京大会を実現。翌年には日本身体障害者スポーツ協会と名称を改め活動を続けている。
1966年（昭和41年）、沖野は同期生横山一郎の勧めで受洗した。
1978年（昭和53年）3月7日に79歳で死去した。